# 涟神星
涟神星（213 Lilaea）是第213顆被人類發現的小行星，位于火星和木星之間的小行星帶。它被歸為F-型小行星，相似于C-型小行星，其成分為原始的富碳物質。
漣神星以希臘神話的那伊阿得斯利萊雅命名。
| 前一小行星： 小行星212 | 小行星列表 | 後一小行星： 小行星214 |